# Coughton Court
Coughton Court (uttalas som "Coat-un") är ett stately home som ligger i Warwickshire, Midlands i England. Det byggdes någon gång under 1500-talet och klassas som ett engelskt country house i Tudorstil. Den äldsta delen av byggnaden (kallad Tudor Gatehouse, som dateras till 1530) är delvis inspirerad av den engelska renässansstilen och den gotiska stil som populariserades av Horace Walpole, 4:e earl av Orford. 
Området vid Coughton har ägts av släkten Throckmorton sedan 1409, då de förvärvade detta via äktenskap. Coughton byggdes om av Sir George Throckmorton, son till Sir Robert Throckmorton och Catherine Marrow. Släkten Throckmorton uppskattades av kungafamiljen och de valde att tillägna Tudor Gatehouse till Henrik VIII av England. Throckmorton blev dock ökänd på grund av sin inblandning i skilsmässan mellan kung Henrik och hans fru Katarina av Aragonien; Throckmorton favoriserade nämligen drottningen och var emot reformationen. Han tillbringade större delen av sitt liv med att bygga om Coughton. Efter Throckmortons död 1552 ärvde hans son, Robert, Coughton. 
Coughton Court spelade mindre roller både i Throckmortonsammansvärjningen 1583 och krutkonspirationen 1605, även om släkten Throckmorton inte var aktivt medverkande i den senare. Coughton Court har sedan 1946 var i ägo av National Trust; dock har släkten Throckmorton ett leasingavtal på 300 år under vilka de sköter om fastigheten å National Trusts vägnar.